# Reprezentacja Ukrainy U-20 w piłce nożnej mężczyzn
Reprezentacja Ukrainy U-20 w piłce nożnej jest młodzieżową reprezentacją Ukrainy, sterowaną przez Ukraiński Związek Piłki Nożnej. Jest powoływana przez selekcjonera, w niej występować mogą wyłącznie zawodnicy posiadający obywatelstwo ukraińskie i którzy w momencie przeprowadzania imprezy docelowej (finałów Mistrzostw Świata) nie przekroczyli 20. roku życia.
W 2001, 2005, 2015 i 2019 zespół uczestniczył w młodzieżowych Mistrzostwach Świata U-20 rozgrywanych w Argentynie, Holandii, Nowej Zelandii i Polsce.
W 2019 w turnieju finałowym organizowanym w Polsce zdobyli tytuł mistrza świata.

## Historia
Swój pierwszy oficjalny mecz reprezentacja Ukrainy rozegrała 17 czerwca 2001 roku po awansie do Mistrzostwach Świata U-20. Mecz z reprezentacją Chile zakończył się zwycięstwem 4:2.

## Udział w turniejach międzynarodowych

### Mistrzostwa świata
Dotychczas reprezentacji Ukrainy 4 razy udało się awansować do finałów mistrzostw świata. Najwyższe osiągnięcie to mistrzostwo w 2019 roku.
| Rok   | Runda                                               | Miejsce                                             | M                                                   | W                                                   | R                                                   | P                                                   | B+                                                  | B–                                                  |
| ----- | --------------------------------------------------- | --------------------------------------------------- | --------------------------------------------------- | --------------------------------------------------- | --------------------------------------------------- | --------------------------------------------------- | --------------------------------------------------- | --------------------------------------------------- |
| 1977  | Była częścią ZSRR, piłkarze powoływani do ZSRR U-20 | Była częścią ZSRR, piłkarze powoływani do ZSRR U-20 | Była częścią ZSRR, piłkarze powoływani do ZSRR U-20 | Była częścią ZSRR, piłkarze powoływani do ZSRR U-20 | Była częścią ZSRR, piłkarze powoływani do ZSRR U-20 | Była częścią ZSRR, piłkarze powoływani do ZSRR U-20 | Była częścią ZSRR, piłkarze powoływani do ZSRR U-20 | Była częścią ZSRR, piłkarze powoływani do ZSRR U-20 |
| 1979  | Była częścią ZSRR, piłkarze powoływani do ZSRR U-20 | Była częścią ZSRR, piłkarze powoływani do ZSRR U-20 | Była częścią ZSRR, piłkarze powoływani do ZSRR U-20 | Była częścią ZSRR, piłkarze powoływani do ZSRR U-20 | Była częścią ZSRR, piłkarze powoływani do ZSRR U-20 | Była częścią ZSRR, piłkarze powoływani do ZSRR U-20 | Była częścią ZSRR, piłkarze powoływani do ZSRR U-20 | Była częścią ZSRR, piłkarze powoływani do ZSRR U-20 |
| 1981  | Była częścią ZSRR, piłkarze powoływani do ZSRR U-20 | Była częścią ZSRR, piłkarze powoływani do ZSRR U-20 | Była częścią ZSRR, piłkarze powoływani do ZSRR U-20 | Była częścią ZSRR, piłkarze powoływani do ZSRR U-20 | Była częścią ZSRR, piłkarze powoływani do ZSRR U-20 | Była częścią ZSRR, piłkarze powoływani do ZSRR U-20 | Była częścią ZSRR, piłkarze powoływani do ZSRR U-20 | Była częścią ZSRR, piłkarze powoływani do ZSRR U-20 |
| 1983  | Była częścią ZSRR, piłkarze powoływani do ZSRR U-20 | Była częścią ZSRR, piłkarze powoływani do ZSRR U-20 | Była częścią ZSRR, piłkarze powoływani do ZSRR U-20 | Była częścią ZSRR, piłkarze powoływani do ZSRR U-20 | Była częścią ZSRR, piłkarze powoływani do ZSRR U-20 | Była częścią ZSRR, piłkarze powoływani do ZSRR U-20 | Była częścią ZSRR, piłkarze powoływani do ZSRR U-20 | Była częścią ZSRR, piłkarze powoływani do ZSRR U-20 |
| 1985  | Była częścią ZSRR, piłkarze powoływani do ZSRR U-20 | Była częścią ZSRR, piłkarze powoływani do ZSRR U-20 | Była częścią ZSRR, piłkarze powoływani do ZSRR U-20 | Była częścią ZSRR, piłkarze powoływani do ZSRR U-20 | Była częścią ZSRR, piłkarze powoływani do ZSRR U-20 | Była częścią ZSRR, piłkarze powoływani do ZSRR U-20 | Była częścią ZSRR, piłkarze powoływani do ZSRR U-20 | Była częścią ZSRR, piłkarze powoływani do ZSRR U-20 |
| 1987  | Była częścią ZSRR, piłkarze powoływani do ZSRR U-20 | Była częścią ZSRR, piłkarze powoływani do ZSRR U-20 | Była częścią ZSRR, piłkarze powoływani do ZSRR U-20 | Była częścią ZSRR, piłkarze powoływani do ZSRR U-20 | Była częścią ZSRR, piłkarze powoływani do ZSRR U-20 | Była częścią ZSRR, piłkarze powoływani do ZSRR U-20 | Była częścią ZSRR, piłkarze powoływani do ZSRR U-20 | Była częścią ZSRR, piłkarze powoływani do ZSRR U-20 |
| 1989  | Była częścią ZSRR, piłkarze powoływani do ZSRR U-20 | Była częścią ZSRR, piłkarze powoływani do ZSRR U-20 | Była częścią ZSRR, piłkarze powoływani do ZSRR U-20 | Była częścią ZSRR, piłkarze powoływani do ZSRR U-20 | Była częścią ZSRR, piłkarze powoływani do ZSRR U-20 | Była częścią ZSRR, piłkarze powoływani do ZSRR U-20 | Była częścią ZSRR, piłkarze powoływani do ZSRR U-20 | Była częścią ZSRR, piłkarze powoływani do ZSRR U-20 |
| 1991  | Była częścią ZSRR, piłkarze powoływani do ZSRR U-20 | Była częścią ZSRR, piłkarze powoływani do ZSRR U-20 | Była częścią ZSRR, piłkarze powoływani do ZSRR U-20 | Była częścią ZSRR, piłkarze powoływani do ZSRR U-20 | Była częścią ZSRR, piłkarze powoływani do ZSRR U-20 | Była częścią ZSRR, piłkarze powoływani do ZSRR U-20 | Była częścią ZSRR, piłkarze powoływani do ZSRR U-20 | Była częścią ZSRR, piłkarze powoływani do ZSRR U-20 |
| 1993  | Nie zakwalifikowała się                             | Nie zakwalifikowała się                             | Nie zakwalifikowała się                             | Nie zakwalifikowała się                             | Nie zakwalifikowała się                             | Nie zakwalifikowała się                             | Nie zakwalifikowała się                             | Nie zakwalifikowała się                             |
| 1995  | Nie zakwalifikowała się                             | Nie zakwalifikowała się                             | Nie zakwalifikowała się                             | Nie zakwalifikowała się                             | Nie zakwalifikowała się                             | Nie zakwalifikowała się                             | Nie zakwalifikowała się                             | Nie zakwalifikowała się                             |
| 1997  | Nie zakwalifikowała się                             | Nie zakwalifikowała się                             | Nie zakwalifikowała się                             | Nie zakwalifikowała się                             | Nie zakwalifikowała się                             | Nie zakwalifikowała się                             | Nie zakwalifikowała się                             | Nie zakwalifikowała się                             |
| 1999  | Nie zakwalifikowała się                             | Nie zakwalifikowała się                             | Nie zakwalifikowała się                             | Nie zakwalifikowała się                             | Nie zakwalifikowała się                             | Nie zakwalifikowała się                             | Nie zakwalifikowała się                             | Nie zakwalifikowała się                             |
| 2001  | 1/8 finału                                          | 11                                                  | 4                                                   | 1                                                   | 2                                                   | 1                                                   | 6                                                   | 5                                                   |
| 2003  | Nie zakwalifikowała się                             | Nie zakwalifikowała się                             | Nie zakwalifikowała się                             | Nie zakwalifikowała się                             | Nie zakwalifikowała się                             | Nie zakwalifikowała się                             | Nie zakwalifikowała się                             | Nie zakwalifikowała się                             |
| 2005  | 1/8 finału                                          | 12                                                  | 4                                                   | 1                                                   | 1                                                   | 2                                                   | 7                                                   | 7                                                   |
| 2007  | Nie zakwalifikowała się                             | Nie zakwalifikowała się                             | Nie zakwalifikowała się                             | Nie zakwalifikowała się                             | Nie zakwalifikowała się                             | Nie zakwalifikowała się                             | Nie zakwalifikowała się                             | Nie zakwalifikowała się                             |
| 2009  | Nie zakwalifikowała się                             | Nie zakwalifikowała się                             | Nie zakwalifikowała się                             | Nie zakwalifikowała się                             | Nie zakwalifikowała się                             | Nie zakwalifikowała się                             | Nie zakwalifikowała się                             | Nie zakwalifikowała się                             |
| 2011  | Nie zakwalifikowała się                             | Nie zakwalifikowała się                             | Nie zakwalifikowała się                             | Nie zakwalifikowała się                             | Nie zakwalifikowała się                             | Nie zakwalifikowała się                             | Nie zakwalifikowała się                             | Nie zakwalifikowała się                             |
| 2013  | Nie zakwalifikowała się                             | Nie zakwalifikowała się                             | Nie zakwalifikowała się                             | Nie zakwalifikowała się                             | Nie zakwalifikowała się                             | Nie zakwalifikowała się                             | Nie zakwalifikowała się                             | Nie zakwalifikowała się                             |
| 2015  | 1/8 finału                                          | 9                                                   | 4                                                   | 2                                                   | 2                                                   | 0                                                   | 10                                                  | 1                                                   |
| 2017  | Nie zakwalifikowała się                             | Nie zakwalifikowała się                             | Nie zakwalifikowała się                             | Nie zakwalifikowała się                             | Nie zakwalifikowała się                             | Nie zakwalifikowała się                             | Nie zakwalifikowała się                             | Nie zakwalifikowała się                             |
| 2019  | Finał                                               | Mistrz                                              | 7                                                   | 6                                                   | 1                                                   | 0                                                   | 13                                                  | 4                                                   |
| Razem | Finał                                               | 4/14                                                | 19                                                  | 10                                                  | 6                                                   | 3                                                   | 36                                                  | 17                                                  |

## Selekcjonerzy
- 2001:  Anatolij Kroszczenko
- 2002–2004: nie była powoływana
- 2005:  Ołeksij Mychajłyczenko
- 2006–2014: nie była powoływana
- 2015:  Ołeksandr Petrakow
- 2016–2018: nie była powoływana
- 2019:  Ołeksandr Petrakow

## Kadra na młodzieżowe Mistrzostwa Świata w 2001
Trener:  Anatolij Kroszczenko
| Nr | Piłkarz              | Pozycja | Data urodzenia | Klub                          |
| -- | -------------------- | ------- | -------------- | ----------------------------- |
| 1  | Artem Kuslij         | BR      | 07.07.1981     | Dnipro Dniepropetrowsk        |
| 2  | Roman Pasicznyczenko | OB      | 17.06.1981     | Dnipro Dniepropetrowsk        |
| 3  | Bohdan Szerszun      | OB      | 14.05.1981     | Dnipro Dniepropetrowsk        |
| 4  | Serhij Symonenko     | OB      | 12.06.1981     | Torpedo Moskwa                |
| 5  | Witalij Komarnyćki   | PO      | 02.08.1981     | Hapoel Ironi Riszon le-Cijjon |
| 6  | Denys Stojan         | OB      | 24.08.1981     | Borysfen Boryspol             |
| 7  | Wołodymyr Bondarenko | PO      | 06.07.1981     | CSKA Kijów                    |
| 8  | Andrij Smalko        | PO      | 22.01.1981     | Borysfen Boryspol             |
| 9  | Ołeksij Bielik       | NA      | 15.02.1981     | Szachtar Donieck              |
| 10 | Rusłan Walejew       | PO      | 31.10.1981     | De Graafschap                 |
| 11 | Andrij Herasymenko   | NA      | 08.01.1981     | Krywbas Krzywy Róg            |
| 12 | Taras Kabanow        | NA      | 23.01.1981     | Karpaty Lwów                  |
| 13 | Fedir Prochorow      | OB      | 24.04.1981     | Dnipro Dniepropetrowsk        |
| 14 | Serhij Chistiew      | OB      | 30.06.1981     | Stal Alczewsk                 |
| 15 | Serhij Danyłowski    | PO      | 20.08.1981     | Karpaty Lwów                  |
| 16 | Mykoła Nakoneczny    | PO      | 10.09.1981     | Borysfen Boryspol             |
| 17 | Ołeksij Haj          | PO      | 06.11.1981     | Szachtar Donieck              |
| 18 | Witalij Rudenko      | BR      | 26.01.1981     | Czornomoreć Odessa            |
| 19 | Andrij Berezowczuk   | OB      | 16.04.1981     | SK Mikołajów                  |
| 21 | Rustam Chudżamow     | BR      | 05.10.1982     | Dynamo Kijów                  |

## Kadra na młodzieżowe Mistrzostwa Świata w 2005
Trener:  Ołeksij Mychajłyczenko
| Nr | Piłkarz             | Pozycja | Data urodzenia | Klub                    |
| -- | ------------------- | ------- | -------------- | ----------------------- |
| 1  | Łeonid Musin        | BR      | 19.04.1985     | Dynamo Kijów            |
| 2  | Dmytro Hołołobow    | OB      | 01.01.1985     | Obołoń Kijów            |
| 3  | Ołeh Dopiłka        | OB      | 12.03.1986     | Dynamo Kijów            |
| 4  | Anatolij Kicuta     | OB      | 22.12.1985     | Dynamo Kijów            |
| 5  | Ołeksandr Jacenko   | OB      | 24.02.1985     | Dynamo Kijów            |
| 6  | Serhij Rożok        | PO      | 25.04.1985     | Tawrija Symferopol      |
| 7  | Andriej Proszyn     | OB      | 19.02.1985     | FK Chimki               |
| 8  | Ołeksandr Alijew    | PO      | 03.02.1985     | Dynamo Kijów            |
| 9  | Ołeksandr Sytnyk    | PO      | 02.01.1985     | Dynamo Kijów            |
| 10 | Artem Miłewski      | NA      | 12.01.1985     | Dynamo Kijów            |
| 11 | Ołeksandr Hładky    | NA      | 24.08.1987     | FK Charków              |
| 12 | Bohdan Szust        | BR      | 04.03.1986     | Karpaty Lwów            |
| 13 | Maksym Feszczuk     | NA      | 25.11.1985     | Karpaty Lwów            |
| 14 | Wołodymyr Arżanow   | PO      | 06.04.1985     | Metałurh Zaporoże       |
| 15 | Hryhorij Jarmasz    | OB      | 04.01.1985     | Dynamo Kijów            |
| 16 | Dmytro Worobej      | NA      | 10.05.1985     | Dynamo Kijów            |
| 17 | Wołodymyr Samborski | PO      | 05.06.1985     | FK Charków              |
| 18 | Serhij Siluk        | NA      | 26.09.1986     | Metałurh Zaporoże       |
| 19 | Ołeh Herasymiuk     | PO      | 26.09.1986     | Dynamo Kijów            |
| 20 | Andrij Derkacz      | PO      | 28.05.1985     | Borysfen Boryspol       |
| 21 | Jurij Martyszczuk   | BR      | 22.04.1986     | Spartak Iwano-Frankowsk |

## Kadra na młodzieżowe Mistrzostwa Świata w 2015
Trener:  Ołeksandr Petrakow
| Nr | Piłkarz              | Pozycja | Data urodzenia | Klub                   |
| -- | -------------------- | ------- | -------------- | ---------------------- |
| 1  | Roman Pidkiwka       | BR      | 09.05.1995     | Karpaty Lwów           |
| 2  | Taras Kaczaraba      | OB      | 07.01.1995     | Howerła Użhorod        |
| 3  | Artur Kuznecow       | OB      | 09.03.1995     | Metałurh Zaporoże      |
| 4  | Mykyta Burda         | OB      | 24.03.1995     | Dynamo Kijów           |
| 5  | Jurij Tkaczuk        | PO      | 18.04.1995     | Metalist Charków       |
| 6  | Wiaczesław Tankowski | PO      | 16.08.1995     | Szachtar Donieck       |
| 7  | Jewhen Czumak        | PO      | 25.08.1995     | Dynamo Kijów           |
| 8  | Pawło Połeheńko      | OB      | 06.01.1995     | Dynamo Kijów           |
| 9  | Władysław Kabajew    | NA      | 01.09.1995     | Czornomoreć Odessa     |
| 10 | Artem Biesiedin      | NA      | 31.03.1996     | Metalist Charków       |
| 11 | Roman Jaremczuk      | NA      | 27.11.1995     | Dynamo Kijów           |
| 12 | Bohdan Sarnawski     | BR      | 29.01.1995     | Szachtar Donieck       |
| 13 | Artem Habełok        | PO      | 02.01.1995     | Szachtar Donieck       |
| 14 | Wałerij Łuczkewycz   | PO      | 11.01.1996     | Dnipro Dniepropetrowsk |
| 15 | Mykyta Tatarkow      | NA      | 04.01.1995     | Metałurh Zaporoże      |
| 16 | Jewhen Hrycenko      | BR      | 05.02.1995     | Szachtar Donieck       |
| 17 | Wiktor Kowałenko     | PO      | 14.02.1996     | Szachtar Donieck       |
| 18 | Eduard Sobol         | OB      | 20.04.1995     | Metałurh Donieck       |
| 19 | Ołeksij Kowtun       | OB      | 05.02.1995     | Metalist Charków       |
| 20 | Jewhen Nemtinow      | NA      | 03.10.1995     | Illicziweć Mariupol    |
| 21 | Ihor Charatin        | PO      | 02.02.1995     | Dynamo Kijów           |

## Kadra na młodzieżowe Mistrzostwa Świata w 2019
Trener:  Ołeksandr Petrakow
| Nr | Piłkarz             | Pozycja | Data urodzenia | Klub                   |
| -- | ------------------- | ------- | -------------- | ---------------------- |
| 1  | Andrij Łunin        | BR      | 11.02.1999     | CD Leganés             |
| 2  | Wałerij Bondar      | OB      | 27.02.1999     | Szachtar Donieck       |
| 3  | Ołeksandr Safronow  | OB      | 11.06.1999     | SK Dnipro-1            |
| 4  | Denys Popow         | OB      | 17.02.1999     | Dynamo Kijów           |
| 5  | Ołeh Weremijenko    | OB      | 13.02.1999     | FK Kałusz              |
| 6  | Maksym Czech        | PO      | 03.01.1999     | Szachtar Donieck       |
| 7  | Heorhij Citaiszwili | PO      | 18.11.2000     | Dynamo Kijów           |
| 8  | Ołeksij Chachlow    | PO      | 11.02.1999     | Deportivo Alavés       |
| 9  | Wiktor Kornijenko   | OB      | 14.02.1999     | Szachtar Donieck       |
| 10 | Serhij Bułeca       | PO      | 16.02.1999     | Dynamo Kijów           |
| 11 | Władysław Supriaha  | NA      | 15.02.2000     | Dynamo Kijów           |
| 12 | Władysław Kuczeruk  | BR      | 14.02.1999     | Dynamo Kijów           |
| 13 | Danyło Beskorowajny | OB      | 07.02.1999     | MFK Zemplín Michalovce |
| 14 | Danyło Sikan        | NA      | 16.04.2001     | FK Mariupol            |
| 15 | Kyryło Dryszluk     | PO      | 16.09.1999     | FK Ołeksandrija        |
| 16 | Mykoła Musolitin    | PO      | 21.01.1999     | Czornomoreć Odessa     |
| 17 | Juchym Konopla      | OB      | 26.08.1999     | Szachtar Donieck       |
| 18 | Denys Ustymenko     | NA      | 12.04.1999     | FK Ołeksandrija        |
| 19 | Ihor Snurnicyn      | OB      | 07.03.2000     | Olimpik Donieck        |
| 20 | Dmytro Riznyk       | BR      | 30.01.1999     | Worskła Połtawa        |
| 21 | Ołeksij Kaszczuk    | OB      | 29.06.2000     | Szachtar Donieck       |